# Liste der Baudenkmale in Ziesendorf
In der Liste der Baudenkmale in Ziesendorf sind alle Baudenkmale der Gemeinde Ziesendorf (Landkreis Rostock) und ihrer Ortsteile aufgelistet (Stand: 10. Februar 2021).

## Baudenkmale in den Ortsteilen

### Buchholz
| ID  | Lage                     | Bezeichnung                                                                         | Beschreibung | Bild                                                                                |
| --- | ------------------------ | ----------------------------------------------------------------------------------- | --- | ----------------------------------------------------------------------------------- |
| 174 | Alter Schulweg 1 (Karte) | ehemalige Schule                                                                    | | ehemalige Schule                                                                    |
| 177 | An der Friedenseiche     | Gedenkstein 1870/1871 und Friedenseiche                                             | |                                                                                     |
| 176 | Kirchenstraße 7 (Karte)  | Pfarrhof mit Wohnhaus und Stallspeicher                                             | |                                                                                     |
| 175 | Kirchenstraße 50 (Karte) | Kirche und Friedhof mit Feldsteinmauer, Toren, Mausoleum und Kriegerdenkmal 1914/18 | Als Parochie und Kirchdorf wird Buchholz Mitte des 14. Jahrhunderts erstmals urkundlich erwähnt, 1359 wird von einem Kirchherrn Dietrich Pape berichtet. Im Mittelalter gehörte die Kirche zum Archidiakonat Rostock. Sie wird erstmals im Zehntregister 1470 erwähnt. 1876 bis 1878 wurde die Kirche im neugotischen Stil erbaut, brannte zusammen mit dem Pfarrhaus aber am 1. Mai 1914 nieder. Unter großen wirtschaftlichen Anstrengungen wurde sie 1923 bis 1925 wieder aufgebaut, der Turm dabei um eine Etage niedriger als beim Vorgängerbau angelegt. | Kirche und Friedhof mit Feldsteinmauer, Toren, Mausoleum und Kriegerdenkmal 1914/18 |

### Nienhusen
| ID  | Lage                   | Bezeichnung            | Beschreibung | Bild                   |
| --- | ---------------------- | ---------------------- | ------------ | ---------------------- |
| 557 | Lehmkatenweg 1 (Karte) | Bauernhaus und Scheune |              | Bauernhaus und Scheune |
| 557 | Lehmkatenweg 1 (Karte) | Scheune                |              | Scheune                |

### Ziesendorf
| ID  | Lage                | Bezeichnung                 | Beschreibung | Bild                        |
| --- | ------------------- | --------------------------- | ------------ | --------------------------- |
| 780 | (Karte)             | Gutspark, Grabstein im Park |              | Gutspark, Grabstein im Park |
| 781 | Hauptstraße (Karte) | Kriegerdenkmal 1914/18      |              | Kriegerdenkmal 1914/18      |

## Quelle
Denkmalliste des Landkreises Rostock A ‐ Z (Stand: 10. Februar 2021; PDF, 497 KB). 